# Caroline Proust
Pour les articles homonymes, voir Proust (homonymie).
Caroline Proust, née le 18 novembre 1967 au Vigan, (Gard), est une actrice française.
Elle est surtout connue pour son rôle du capitaine Laure Berthaud dans la série Engrenages.

## Biographie

### Enfance et formation
Son père est brocanteur et sa mère professeur de français. Jeune, elle veut devenir chanteuse, comme son idole Sylvie Vartan.
À l'âge de seize ans, Caroline Proust fait ses premiers pas sur les planches du lycée dans une pièce d'Aristophane intitulée La Paix. Ayant apprécié cette première expérience, elle décide de suivre des cours au conservatoire de Montpellier avant de fréquenter celui de Paris. Elle y travaillera sous la direction des professeurs Philippe Adrien, Stuart Seide et Jean-Pierre Vincent. Elle a travaillé avec de grands metteurs en scène et revient régulièrement au théâtre, sa passion première.
En 1993, elle décroche un rôle dans un court métrage de Thomas Vincent intitulé Les Mickeys. Alain Corneau lui proposera d'être policière dans son film Le cousin, aux côtés d'Alain Chabat, de Patrick Timsit et de Samuel Le Bihan.

### Carrière
Sa carrière  prend une nouvelle dimension lorsqu'elle est invitée à jouer dans la série policière de Canal+ Engrenages, où elle incarne le capitaine Laure Berthaud. La première saison est diffusée en 2005.
En 2007, elle joue au cinéma, sous la direction de Julien Seri dans le film Scorpion. Dans ce film, axé sur la boxe, elle partage l'affiche avec celui qui était alors son mari, Clovis Cornillac.
En 2008, elle s'offre un rôle de choix dans Cash d’Éric Besnard. Le film raconte une histoire d'arnaque de haut vol où se mêlent drame, comédie et romantisme, avec Jean Dujardin et Jean Reno dans les rôles principaux.
La même année, elle revient dans la deuxième saison d’Engrenages. La série est diffusée à l’étranger, notamment en Italie, en Australie ainsi qu'au Royaume-Uni sur la BBC4 sous le titre Spiral où le feuilleton est plébiscité par le public et la presse. Caroline Proust est considérée par The Guardian comme la sex-symbol la moins soignée !
En 2009, on[style à revoir] la retrouve dans la troisième saison d’Engrenages, où il ne fait plus de doute qu'elle est devenue l'héroïne de cette première création originale de Canal+ diffusée entre mai et juin 2010, puis dans les quatre saisons suivantes. La saison 4 est diffusée sur Canal+ de septembre à octobre 2012, la saison 5 de novembre à décembre 2014, la saison 6 de septembre à novembre 2017, la saison 7 de février à mars 2019, et enfin la saison 8 de septembre à octobre 2020. Le feuilleton au succès international est diffusé dans plus de cent-cinq pays. La saison 5 a été couronnée du prestigieux Emmy Awards de la meilleure série dramatique à New York en novembre 2013. Après la fin de la huitième saison qui devait clore cette aventure, il est désormais question d’une neuvième saison,. Caroline Proust annonce que si ce projet devait aboutir, elle n'y participerait pas.
En 2014, elle joue dans l'épisode 7, saison 3, de la série télévisée Meurtres au paradis qu'elle tourne en anglais.

### Vie privée
En 1994, elle épouse Clovis Cornillac. Leurs jumelles, Alice et Lily, naissent en 2001. Ils divorcent en 2010.

## Filmographie

### Actrice
- 1993 : Les Mickeys (court-métrage)
- 1994 : Navarro, épisode Fort Navarro de Nicolas Ribowski : Juliette, la jeune délinquante
- 1994 : Le Péril jeune, de Cédric Klapisch : une habitante du squat
- 1997 : Le Cousin de Alain Corneau : Fanny
- 2000 : Marc Eliot (série policière), 4 épisodes
- 2004 : Colette, une femme libre de Nadine Trintignant
- 2005 - 2020 : Engrenages (série télévisée) : Laure Berthaud
- 2007 : Scorpion : Léa/Elodie
- 2008 : Ca$h d'Éric Besnard : Léa
- 2009 : Le Cœur du sujet (téléfilm), de Thierry Binisti
- 2011 : La Permission de minuit de Delphine Gleize
- 2011 : La République des enfants (téléfilm) de Jacques Fansten
- 2011 : Accident de parcours (téléfilm) de Patrick Volson
- 2012 : Emma (téléfilm) d'Alain Tasma
- 2013 : Tunnel (série télévisée) : Anne-Marie Delgado
- 2014 : Meurtres au paradis (série télévisée), saison 3 : Emily Benoit
- 2016 : Amnêsia (téléfilm fantastique) de Jérôme Fansten : Margaux Derval
- 2019 : Une mort sans importance (téléfilm) de Christian Bonnet : Claire Quémeneur
- 2020 : Capitaine Marleau, épisode La Cité des âmes en peine de Josée Dayan : Sylvie
- 2022 : Notre-Dame, la part du feu de Hervé Hadmar
- 2023 : Marinette de Virginie Verrier : Élisabeth Loisel
- 2024 : Virage de Delphine Lemoine : Louise Bach
- 2024 : Mémoire vive d'Arnaud Malherbe : Marthe

### Réalisatrice
- 2017 : Le Premier Coup, coréalisé avec Étienne Saldès
- 2019 : Journaliste(s), coréalisé avec Étienne Saldès
- 2020 : Engrenages dans la peau (documentaire)

## Théâtre
- 1992 : Mood Pieces de Tennessee Williams, mise en scène Stuart Seide, théâtre Jean-Vilar Suresnes
- 1993 - 1995 : Henry VI de William Shakespeare, mise en scène Stuart Seide, théâtre de Gennevilliers, théâtre de la Métaphore, La Filature, Festival d'Avignon, La Ferme du Buisson, théâtre national de Nice
- 1997 : Hamlet de William Shakespeare, mise en scène Philippe Adrien, théâtre de la Tempête
- 1998 : Le Jeu de l'amour et du hasard de Marivaux, mise en scène Jean-Pierre Vincent, théâtre Nanterre-Amandiers
- 1999 : Le Jeu de l'amour et du hasard de Marivaux, mise en scène Jean-Pierre Vincent, Tournée Internationale : Londres, Moscou, Saint-Pétersbourg, Boston, Washington…
- 2001 : La Locandira, mise en scène Claudia Stavisky, Tournée France
- 2002 : Platonov d'Anton Tchekhov, mise en scène de Jean Louis Martinelli au théâtre des Amandiers.
- 2003 : Cairn d'Enzo Cormann, mise en scène Claudia Stavisky, théâtre des Célestins, théâtre de la Commune
- 2005 : E, roman-dit de Daniel Danis, mise en scène Alain Françon, théâtre national de la Colline, théâtre national de Strasbourg
- 2007 : Kliniken de Lars Norén, mise en scène Jean-Louis Martinelli, théâtre Nanterre-Amandiers
- 2011 : L’Amour, la mort, les fringues de Nora et Delia Ephron, mise en scène Danièle Thompson, théâtre Marigny
- 2012 : L'Enterrement, de Thomas Vinterberg et Mogens Rukovmise, mise en scène Daniel Benoin, théâtre du Rond-Point
- 2014 - 2015 : Un été à Osage County de Tracy Letts, mise en scène Dominique Pitoiset, Annecy, tournée
- 2015 : Vu du pont d'Arthur Miller, mise en scène Ivo van Hove, Théâtre de l'Odéon
- 2020 : L'Éden Cinéma de Marguerite Duras, mise en scène de Christine Letailleur, Théâtre national de Strasbourg
- 2025 : C'est si simple l'amour de Lars Norén, mise en scène Charles Berling, Le Liberté - Scène nationale et tournée

## Distinctions
- Chevalière de l'ordre des Arts et des Lettres